# Arcas (Rakete)

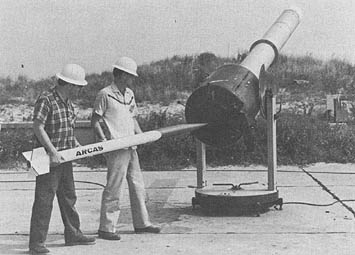
Arcas mit Startvorrichtung

Die Arcas war eine einstufige US-amerikanische Höhenforschungsrakete, die vor allem für Wettermessungen eingesetzt wurde. Der Name steht für "All-purpose Rocket for Collecting Atmospheric Soundings, wobei die ersten drei Buchstaben auch die Abkürzung für den Hersteller Atlantic Research Corporation sind.

## Entwicklung
Anfang 1957 zeigte das Stanford Research Institute in einer Studie, dass eine kleine einstufige Rakete nützlich wäre, um die Windverhältnisse in Höhen von etwa 45 km zu messen. Dies war vor allem erforderlich, um den Fallout nach Nukleartests abzuschätzen, sollte aber auch zivilen Wettermessungen dienen. Das Office of Naval Research (ONR) und das Air Force Cambridge Research Center (AFCRC) vergaben den Entwicklungsauftrag im Januar 1958 an die Atlantic Research Corporation. Bereits Ende 1958 fanden die ersten Testflüge der Arcas statt, ab 1959 wurde die Rakete regelmäßig eingesetzt.

## Aufbau
Die Arcas war 2,30 m lang und besaß eine Flossenspannweite von 0,33 m bei einem Durchmesser von elf Zentimetern. Sie hatte eine Startmasse von 34 Kilogramm. Der Startschub war mit 1,5 kN relativ gering, damit die empfindliche Nutzlast nicht unnötig hohen Belastungen ausgesetzt wurde. Die Brenndauer betrug 29 Sekunden, womit je nach Startwinkel eine Gipfelhöhe von ca. 60 Kilometern erreicht wurde.
Die erste Arcas-Version trug die Bezeichnung PWN-6A Kitty und war mit Mess-Sonde des Typs AN/DMQ-6 ausgestattet, die am Scheitelpunkt der Bahn ausgesetzt wurde. Während die Sonde am Fallschirm herabsank, übertrug sie per Funk Luftdruck und -temperatur. Gleichzeitig wurde die Sonde per Radar verfolgt. Aus den gewonnenen Daten konnten Windgeschwindigkeit und -richtung in verschiedenen Höhen errechnet werden. Die Nachfolge-Version PWN-6B verfügte über einen zusätzlichen Transponder. Die Version PWN-7 Robin besaß statt der Fallschirm-Sonde einen Ballon mit Metallhülle, der am Scheitelpunkt ausgesetzt und aufgeblasen wurde.

## Startvorrichtung
Die Arcas wurde aus einer kanonenähnlichen Vorrichtung gestartet. Da die Rakete keine Steuerung besaß, musste die Vorrichtung vor dem Start in Azimuth und Elevation ausgerichtet werden, wobei auch Seitenwinde berücksichtigt wurden. Für die Startvorbereitungen waren nur zwei Personen notwendig.

## Einsatz
Die Arcas wurde in den 1960ern in großer Stückzahl produziert. In den ersten zehn Jahren wurden etwa 6000 Starts durchgeführt. Dabei wurde nicht nur von verschiedenen amerikanischen Standorten gestartet, sondern im Rahmen von internationalen Kooperationen auch von McMurdo-Station (Antarktis), Antigua Air Station (Antigua und Barbuda), Ascension, CELPA, Mar Chiquita und Tartagal (Argentinien), Barbados, Kindley Air Force Base (Bermuda), Natal (Brasilien), Thule (Grönland), Thumba (Indien), Fort Churchill und Primrose Lake (Kanada), Birdling’s Flat (Neuseeland), Fort Sherman (Panamakanalzone), Kronogård (Schweden) und von Grand Turk Island (Turks- und Caicosinseln). Gegen Ende der 1960er wurde die Arcas durch die preisgünstigere Loki Dart abgelöst.